# Robin Hoed
Robin Hoed (originele titel: "Robin Dubois") is een Belgische stripreeks, bedacht door Turk (tekenaar) en Bob de Groot (scenarioschrijver). Het is een gagstrip en parodie op de verhalen rond Robin Hood. 
Bij de laatste twee albums werden de tekeningen verzorgd door Miguel Diaz Vizoso en Ludowick Borecki.
De strip is geïnspireerd op de film The Adventures of Robin Hood.

## Concept
De stripreeks draait rond Robin Hood (wiens naam expres als "Hoed" gespeld wordt in de albums) die geregeld reizigers berooft met de uitspraak: "Je beurs of je leven?". Er heerst een bittere vete tussen hem en de Sheriff van Nottingham (in de verhalen vaak "De Sheriff" genoemd, al heeft hij ook een volledige naam: Fritz Alwill) en waarbij de sheriff meestal het onderspit delft. Toch zijn er ook gags waarbij Robin en de sheriff broederlijk naar de kroeg gaan om er te drinken. Andere gags tonen hoe de sheriff gedomineerd wordt door zijn bazige vrouw Cunegonde die hem altijd verbiedt om 's avonds op café te gaan. Andere nevenpersonages zijn de Teutoonse ridders, een groep ridders die er op de vorm van hun helmen na allemaal hetzelfde uitzien en met een Duits accent spreken. 
Alhoewel de reeks zich in de middeleeuwen afspeelt zijn er ook vele doelbewust gemaakte anachronismen in de strip terug te vinden.

## Albums
De albums verschenen vroeger in het weekblad Kuifje en werden door Dargaud en Le Lombard uitgegeven. De meeste albums bestaan uit gags die slechts één pagina tellen, maar er zijn ook een paar langere verhalen.
1. De pretmaker (1979)
2. Laat maar waaien!.. (1979)
3. Nottingag (1980)
4. Ver van Tirol (1980)
5. Zeg het met een gein (1977)
6. Blij dat j'er bent! (1982)
7. De wandeling der Engelsen (1983)
8. Het leven is lijden (1983)
9. Klets maar raak! (1984)
10. Schotse koehandel (1985)
11. Ben je niet goed snik? (1986)
12. De kaarten zijn geschud (1985)
13. Op je bolle blauwe ogen! (1986)
14. Nek even uitscheren? (1987)
15. Eldoradromenland (1988)
16. Koek van eigen deeg (1989)
17. Ga je mee, sheriff? (1996)
18. Geen paniek! (1997)
19. Rumoer in de rimboe (1998)
20. Au bout du rouleau (2007, niet in het Nederlands verschenen)
21. La bourse ou l'habit? (2008, niet in het Nederlands verschenen)

### Buiten reeks
In 2020 bundelde Arcadia een aantal gags die niet eerder in albumvorm verschenen waren, in een nieuw album. Deze gags verschenen daarvoor in het stripblad Kuifje en de bijlage Tintin Sélection.
- Op naar Absurdistan (2020)